# 卡安·艾漢
卡安·艾漢（土耳其語：Kaan Ayhan，發音：[ˈkʰaːn ˈäj.hän]；1994年11月10日—）是一名土耳其職業足球員，現效力於土耳其國家足球隊加拉塔沙雷，在足球場上適合擔任防守中場、中後衛又或是右後衛的位置。

## 俱樂部生涯
艾漢在四歲時加入了沙爾克04的青訓學院中在2012年1月18日，艾漢與沙爾克04簽訂職業合約直到2015年6月30日，並且被分配到背號24的球衣。他在沙爾克04上的首秀是在2013年10月5日對上 奧格斯堡以替補形式換下了亞當·扎萊，並且該場比賽以 4-1 取勝。2014年5月4日，艾漢在德甲聯賽中代表沙爾克04對上弗萊堡的第13分鐘時取得了他的第一個聯賽進球，並以 2-0 取勝。

## 國家隊生涯
作為同時擁有德國籍與土耳其籍的艾漢，他已經成功地完封了德國與土耳其兩國的青年國家足球隊。在2013年10月，他被獲選進土耳其 U21 國家足球隊

## 踢球風格
艾漢能在多個足球站位上發揮所長，而他最長的站位是防守中場。他是個能夠安全帶球穿越對手防線的強力穿越者，並且能夠以此建立團隊的信心。

## 個人數據

### 俱樂部
最後更新：2015年3月8日
| 俱樂部   | 聯賽 | 賽季    | 聯賽 | 聯賽 | 盃賽 | 盃賽 | 歐洲 | 歐洲 | 總計 | 總計 |
| 俱樂部   | 聯賽 | 賽季    | 出賽 | 進球 | 出賽 | 進球 | 出賽 | 進球 | 出賽 | 進球 |
| -------- | ---- | ------- | ---- | ---- | ---- | ---- | ---- | ---- | ---- | ---- |
| 沙爾克04 | 德甲 | 2013–14 | 14   | 1    | 0    | 0    | 1    | 0    | 15   | 1    |
| 沙爾克04 | 德甲 | 2014–15 | 15   | 0    | 0    | 0    | 4    | 0    | 19   | 0    |
| 沙爾克04 | 德甲 | 總計    | 29   | 1    | 0    | 0    | 5    | 0    | 34   | 1    |

## 資料來源
1. ↑  . 沙爾克 04.   [2013年10月7日]. （原始内容存档于2013年10月17日） （德语）.
2. ↑  . 西方報. 2012年1月18日  [2013年10月7日]. （原始内容存档于2018年9月16日） （德语）.
3. ↑  . 沙爾克04. 2013年7月5日  [2013年10月4日]. （原始内容存档于2013年10月7日） （德语）.
4. ↑  . Soccerway. 2013年10月5日  [2013年10月7日]. （原始内容存档于2018年6月28日）.
5. ↑  . 德甲. 2014年5月3日  [2014年5月4日]. （原始内容存档于2014年5月4日）.
6. ↑  . TFF. 2013年10月5日  [2013年10月7日]. （原始内容存档于2018年9月16日） （土耳其语）.
7. ↑   [Day eight in Doha: Draxler has the hardest shot – sick bay thins out]. 沙爾克04. 2013年1月10日  [2013年10月7日]. （原始内容存档于2015年9月24日） （德语）.
8. ↑  . Soccerway.   [2013年10月7日]. （原始内容存档于2020年12月13日）.

## 外部連結
- Soccerway資料庫：卡安·艾漢
- Kaan Ayhan （页面存档备份，存于） at TFF.org
- fussballdaten.de：Kaan Ayhan之統計數據 （德文）
- Kaan Ayhan－UEFA國際賽競賽紀錄
- 卡安·艾漢 – FIFA國際賽競賽紀錄 (存檔)
- Kaan Ayhan在ESPN FC中的档案
- kicker profile （页面存档备份，存于）